# Marcello Nizzoli

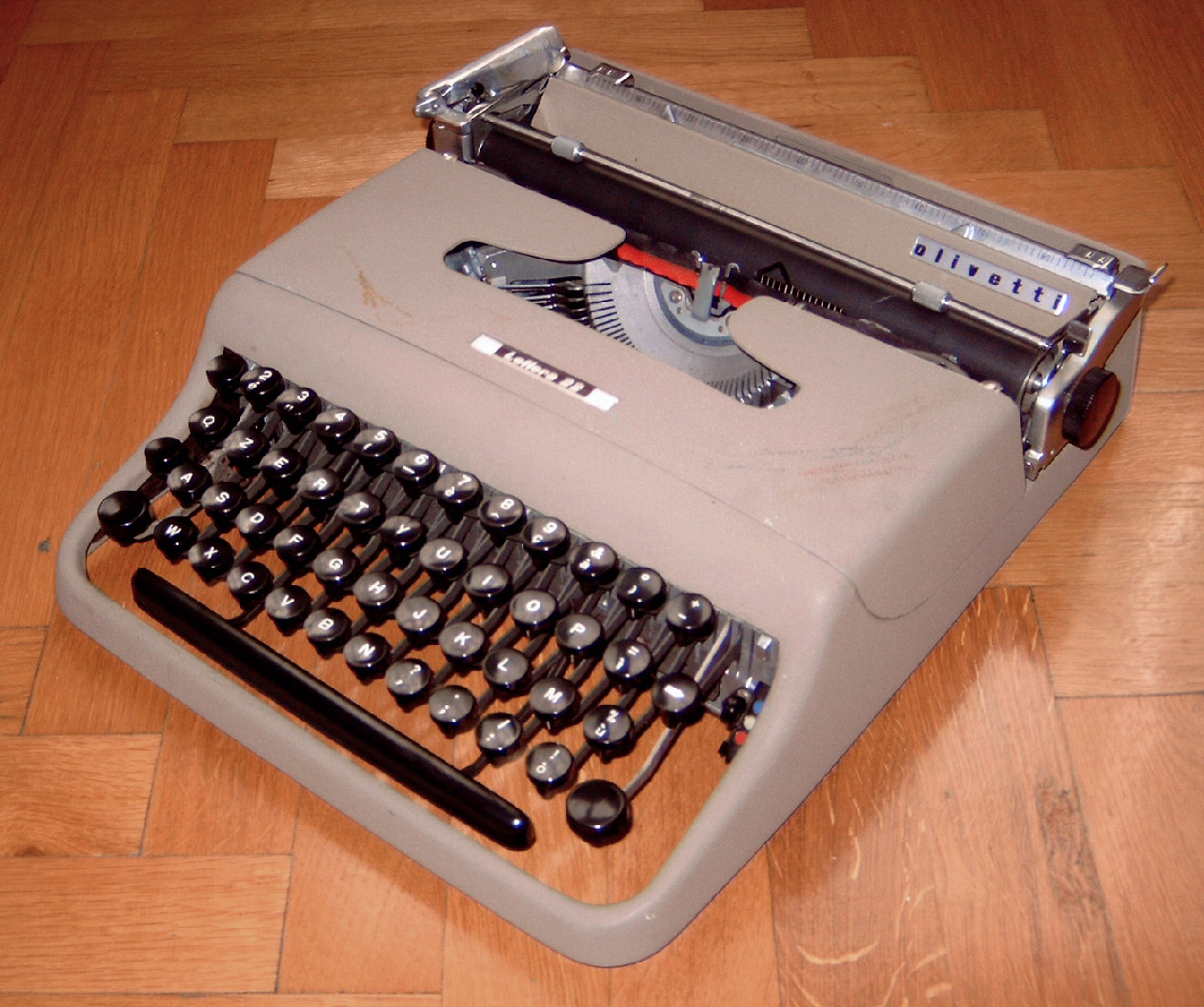
Lettera 22

Marcello Nizzoli, född 1887, död 1969, italiensk formgivare och arkitekt, designchef hos Olivetti

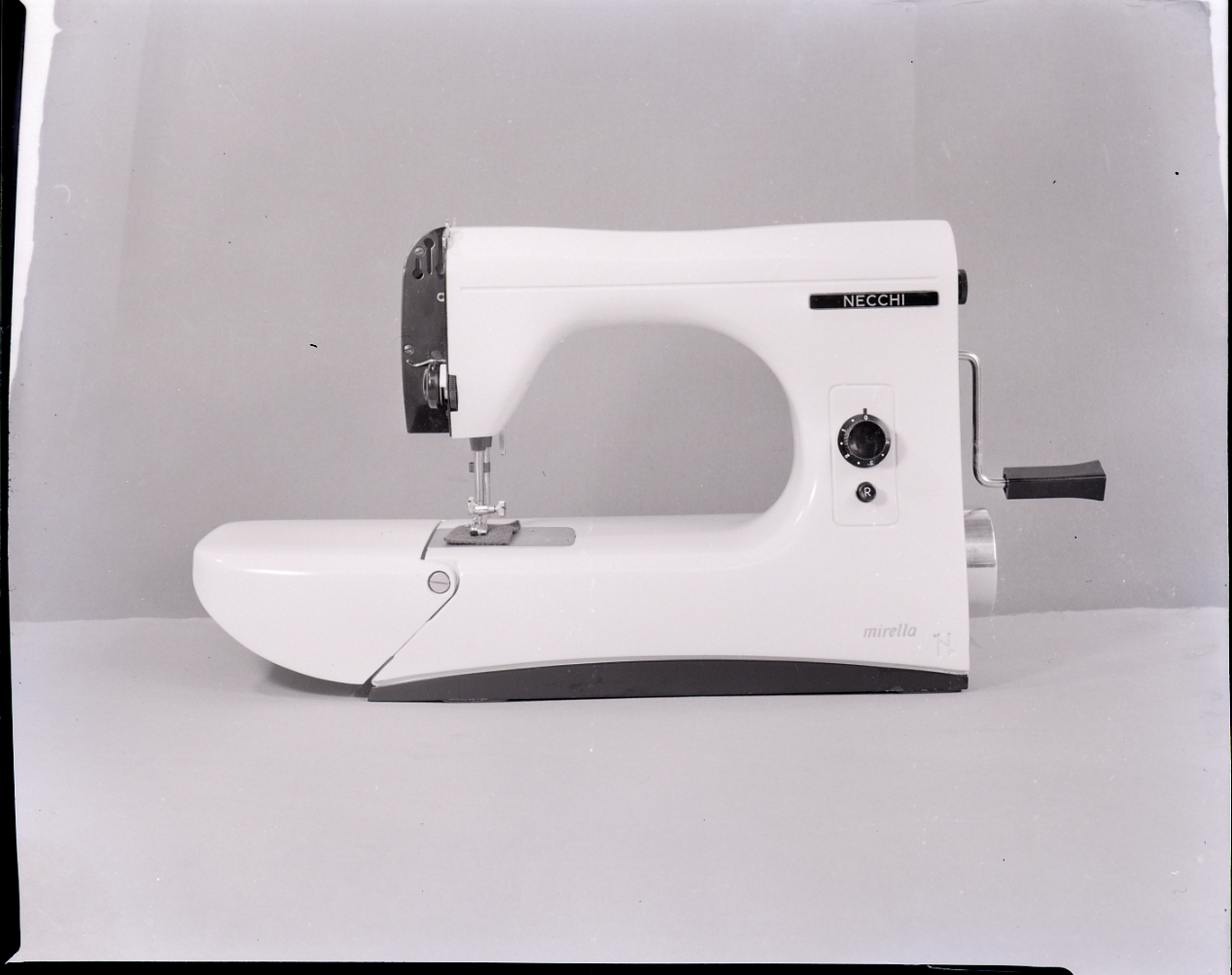
Symaskin Mirella som designats av Marcello Nizzoli för V. Necchi Spa, Compasso d'Oro award 1957.

Olivetti tillhör föregångarna inom corporate identity och redan under 1930-talet började företaget aktivt skapa en företagsidenitet efter amerikansk förebild vilket återspeglades i produkterna, arkitektur och annonser. 1950 släpptes Lettera 22 designad av Nizzoli som hade en revolutionerande design. Lettera 22 var mycket populär i Italien och var Olivettis storsäljare under 1950-talet. Nizzoli och Olivetti följde upp framgångarna med Studio 44 (1952), Divisumma 24 (1956) och Lettera 32 (1963).